# Copa Chile 1988
Copa Chile 1988, eller officiellt "Copa Chile DIGEDER 1988", var 1988 års säsong av fotbollsturneringen Copa Chile. Turneringen spelades mellan den 19 mars och 6 juli 1988 och totalt 40 lag deltog. Till slut vann Colo-Colo efter att ha vunnit mot Unión Española i finalen. För 1988 delades de 40 lagen upp i fyra grupper om tio lag där de två främsta i varje grupp kvalificerade sig för kvartsfinaler. I gruppspelet gick oavgjorda matcher till straffsparksläggning, där vinnaren av straffsparksläggningen fick ytterligare en poäng. För första gången gavs tre poäng vid seger (vid ordinarie tid).

## Gruppspel
| Lag                   | S  | V  | O | F  | GM | IM | MS  | P  |
| --------------------- | -- | -- | - | -- | -- | -- | --- | -- |
| Universidad de Chile2 | 18 | 12 | 2 | 4  | 46 | 16 | +30 | 40 |
| Colo-Colo1            | 18 | 12 | 3 | 3  | 43 | 21 | +22 | 40 |
| Palestino3            | 18 | 8  | 5 | 5  | 32 | 20 | +12 | 32 |
| Everton1              | 18 | 8  | 5 | 5  | 30 | 24 | +6  | 30 |
| Santiago Wanderers1   | 18 | 8  | 3 | 7  | 25 | 27 | −2  | 28 |
| Cobreandino2          | 18 | 5  | 5 | 8  | 28 | 34 | −6  | 22 |
| Audax Italiano2       | 18 | 5  | 4 | 9  | 18 | 32 | −14 | 21 |
| Unión La Calera2      | 18 | 5  | 3 | 10 | 12 | 34 | −22 | 20 |
| Magallanes3           | 18 | 4  | 4 | 10 | 19 | 35 | −16 | 19 |
| Palestino2            | 18 | 4  | 4 | 10 | 18 | 28 | −10 | 18 |

| Lag                   | S  | V  | O | F  | GM | IM | MS  | P  |
| --------------------- | -- | -- | - | -- | -- | -- | --- | -- |
| Cobresal1             | 18 | 12 | 3 | 3  | 45 | 18 | +27 | 40 |
| Deportes Iquique6     | 18 | 8  | 7 | 3  | 33 | 19 | +14 | 37 |
| Regional Atacama4     | 18 | 8  | 7 | 3  | 37 | 25 | +12 | 35 |
| Deportes Arica2       | 18 | 8  | 5 | 5  | 19 | 16 | +3  | 31 |
| Deportes La Serena3   | 18 | 5  | 9 | 4  | 17 | 21 | −4  | 27 |
| Deportes Antofagasta2 | 18 | 5  | 4 | 9  | 18 | 28 | −10 | 21 |
| Cobreloa2             | 18 | 4  | 6 | 8  | 23 | 19 | +4  | 20 |
| Deportes Ovalle2      | 18 | 5  | 3 | 10 | 17 | 29 | −12 | 20 |
| Coquimbo Unido3       | 18 | 3  | 8 | 7  | 17 | 34 | −17 | 20 |
| Unión San Felipe5     | 18 | 2  | 8 | 8  | 17 | 34 | −17 | 19 |

| Lag                   | S  | V  | O | F  | GM | IM | MS  | P  |
| --------------------- | -- | -- | - | -- | -- | -- | --- | -- |
| Unión Española2       | 18 | 11 | 6 | 1  | 34 | 20 | +14 | 41 |
| Universidad Católica1 | 18 | 12 | 3 | 3  | 39 | 19 | +20 | 40 |
| O'Higgins3            | 18 | 9  | 3 | 6  | 35 | 23 | +12 | 33 |
| Deportes Linares6     | 18 | 5  | 7 | 6  | 24 | 35 | −11 | 28 |
| Rangers3              | 18 | 6  | 5 | 7  | 26 | 26 | 0   | 26 |
| Deportes Valdivia3    | 18 | 6  | 5 | 7  | 21 | 21 | 0   | 26 |
| Ñublense0             | 18 | 7  | 3 | 8  | 19 | 21 | −2  | 24 |
| General Velásquez1    | 18 | 4  | 6 | 8  | 16 | 28 | −12 | 19 |
| Curicó Unido3         | 18 | 3  | 5 | 10 | 21 | 30 | −9  | 17 |
| Colchagua2            | 18 | 3  | 5 | 10 | 15 | 27 | −12 | 16 |

| Lag                    | S  | V | O  | F  | GM | IM | MS  | P  |
| ---------------------- | -- | - | -- | -- | -- | -- | --- | -- |
| Huachipato6            | 18 | 7 | 9  | 2  | 24 | 11 | +13 | 36 |
| Fernández Vial1        | 18 | 9 | 6  | 3  | 30 | 16 | +14 | 34 |
| Deportes Temuco4       | 18 | 8 | 5  | 5  | 21 | 20 | +1  | 33 |
| Iberia4                | 18 | 6 | 10 | 2  | 26 | 24 | +2  | 32 |
| Deportes Osorno4       | 18 | 6 | 8  | 4  | 21 | 20 | +1  | 30 |
| Lota Schwager2         | 18 | 7 | 6  | 5  | 23 | 17 | +6  | 29 |
| Deportes Concepción3   | 18 | 6 | 4  | 8  | 28 | 24 | +4  | 25 |
| Naval0                 | 18 | 5 | 4  | 9  | 19 | 28 | −9  | 19 |
| Deportes Puerto Montt4 | 18 | 3 | 5  | 10 | 18 | 28 | −10 | 18 |
| Malleco Unido4         | 18 | 1 | 7  | 10 | 9  | 31 | −22 | 14 |